# Blutengel
Blutengel (en castellano Ángel de Sangre) es una banda alemana de música electrónica enfocada en el estilo gótico e industrial, con tendencias marcadamente vampíricas y fetichistas. Catalogados también en el subgénero Electro Dark. Blutengel está conformado por Chris Pohl (también integrante de Terminal Choice, Tumor, Pain of Progress , Miss Construction, y Waldgeist como proyecto underground) quién formó el grupo después de haber dejado el dúo Seelenkrank. Las letras están en alemán e inglés y mezclan voces de ambos sexos.

## Historia
Electro-proyecto en 1998, el grupo es dirigido por Chris Pohl, uno de los adictos al trabajo más prolíficos de la escena, fue planeado como un cruce de géneros y las emociones desde el principio. Elementos de la música electrónica y eurodance están delicadamente mezclados con el simbolismo, los temas y el atractivo romántico de la novela gótica y el cine de terror clásico. A esto se añade un poquito de erotismo fetichista y se obtiene un pegadizo y muy adictivo, sin embargo, la mezcla seductora. Que el "lado oscuro", si se presenta de la manera correcta, pueden tener un atractivo para las masas sólidas debería ser evidente para cualquiera que mira a la historia del éxito del motivo de vampiros en la cultura gótica del siglo XX y XXI. En la música de Blutengel, imágenes oscuras y románticas historias de horror sobre vampiros, la muerte y la búsqueda de la vida eterna se establecen en un contexto musical que - ya sea orientado al baile, o tomar el sol en las elegías pomposo - te enganchará al instante.
Blutengel dibujar una gran parte de su atractivo especial de la interacción astuto de los sexos. Chris Pohl banda consiguen fijar siempre un contrapunto interesante a su brillante presencia, tanto óptica como acústicamente. En los diez últimos años, Chris era el único miembro constante del grupo, pero siempre ha sido capaz de rodearse de colegas igualmente carismáticos.
Desde el primer disco, "Child of Glass", BlutEngel fue un gran éxito esfuerzo y Chris Pohl ha sido capaz de aumentar su siguiente con cada nueva versión. Después el álbum número 2 "Seelenschmerz" fue lanzado en 2001, la demanda de espectáculos en vivo de BlutEngel se hizo tan grande que Chris decidió que iba a tener que tomar el grupo en el escenario. La banda tuvo su puesta en escena debut en el Wave Gotik Treffen 2001 frente a 10 000 aficionados desconcertados y se ha convertido en uno de los actos en vivo más buscados de la "escena oscura", jugando en todo el mundo y que es un nombre habitual en todos los principales festivales europeos.
El próximo Álbum "Angel Dust" demostró que el enfoque de BlutEngel fue capaz de llegar a una audiencia mucho mayor que limita a las limitadas fronteras de la escena gótica. El CD de inmediato disparó al Top 100 de las listas de control de los medios de comunicación alemanes.
Todas las versiones siguientes: "Demon Kiss" (2004), "No Eternity" (2004), "The Oxidising Angel" y el DVD en vivo "Líve Lines" rompieron su instantánea gráfica. BlutEngel han logrado lo que otros actos meramente pueden soñar: que han llegado a la corriente sin que ninguna compañía discográfica importante giro o de gestión o cambiar su estilo ... y con una imagen que contrasta duras para todos los productos muestran aburrido y soso casting.
En diciembre de 2006, lanzaron el sencillo "My Saviour", que contenía dos canciones con un atractivo distintivo éxito y que logró golpear al instante las listas de control de los medios de comunicación Top 100 de nuevo ... en una época del año en todas las grandes discográficas tienden a enviar a sus mayores nombres en la competencia por las ventas de X-Mas. BlutEngel están trabajando duro en su próximo álbum ... y una extensa gira mundial también está en las obras. El viernes, el 13 de julio de 2007, la banda lanzó su siguiente single "Lucifer" en dos versiones limitadas, con el nuevo álbum de larga duración "Labyrinth" después de poco tiempo después - un álbum que es fácil su trabajo más versátil y complejo hasta la fecha .
2008 fue un año muy especial, como BlutEngel estaban celebrando su aniversario décimo de este año. El que comenzó con la ultra-limitada vinilo de 7" "Winter of my life"- de que todos los 500 ejemplares se agotaron en un rumor - y que también fue lanzado como descarga en todas las tiendas online principales Sporting uno de más fuertes. pistas embargo, esto solo muestra BlutEngel en sus más favorable, pero esto no fue todo, por supuesto, y por lo tanto un nuevo DVD en vivo, titulado acertadamente "Moments of Our LIVE´s", fue lanzado a finales de agosto de 2008 en tres versiones:. un DVD doble normal, así como dos ediciones limitadas, tanto que contiene un CD extra en directo y la FanBox de lujo añadiendo una camiseta exclusiva para el paquete. El DVD contiene una muestra de que es un montaje de imágenes de cuatro espectáculos diferentes, por lo tanto el transporte viaje real sentimiento. El segundo disco contiene una gran cantidad de extras, escenas detrás de cámaras y es el sueño de un fan hecho realidad. BlutEngel Pero no se detienen aquí.
El sencillo "Dancing In The Light" fue lanzado en dos versiones limitadas con diferentes listados de la pista y obras de arte a finales de 2008 - un aperitivo enthraling para el nuevo álbum "Schwarzes Eis", que fue lanzado como un doble CD (incluye el concepto fundamental disco "Behind The Mirror") y como estrictamente limitada de 3 CD-box (que también incluye un tercer álbum titulado "Redención") en febrero de 2009. En su álbum más ambicioso y versátil, el grupo combina los mejores elementos de todas sus versiones anteriores y toma cuidado de su sonido en un territorio desconocido, sin sacrificar su propia identidad. El atractivo, oscuro BlutEngel de sonido ha madurado con elegancia ... y sin embargo, suena tan fresco y nuevo como lo hizo en "Seelenschmerz".
A finales de 2009, la banda dio a sus fans otro tratamiento en forma limitada de la unidad de CD-release "Soultaker" y en el verano de 2010, BlutEngel jugó su show en vivo más ambicioso hasta la fecha en el Festival de Amphi, con una coreografía de danza completa de la Quilla Dance Theatre. En la actualidad, se está trabajando en nuevo material, que tiene previsto su lanzamiento en 2011. A finales de 2010, el grupo lanzó el exclusivo single "Promised Land", que se agotó en muy poco tiempo, mientras que Chris comenzó a trabajar en el álbum de seguimiento de "Schwarzes Eis" al mismo tiempo. Un aperitivo primero fue lanzado el 21 de enero de 2011, en forma de "Reich mir die Hand". El único instante entró en las listas alemanas en el # 81. El álbum "Tränenherz", seguido el 18 de febrero y catapultó a la banda a un lugar sensacional 12 º en las listas de éxitos alemanas. El lanzamiento fue seguido por una gira con entradas agotadas alemán y el 15 de abril, el grupo lanzó el segundo sencillo de su nuevo álbum, uno de sus más exitosas canciones hasta la fecha: "Über den Horizont".
El futuro se presenta brillante para los pioneros del gótico que están en un limbo, una vez más para demostrar al mundo que la música Electrodark y la fantasía son una combinación adictiva y que hay mucho por descubrir más allá de los reinos de huecos.

## Miembros

### Miembros actuales
- Chris Pohl - Voz masculina, programación y letras.
- Ulrike Goldmann - Voz femenina, letras.
- Viki Scarlet - Performance, Escenario.
- Jenny - Performance, Escenario.
- Maria - Performance, Escenario.

### Antiguos miembros
- 1998-1999: Nina Bendigkeit (También como voz femenina en los discos de Seelenkrank)
- 1998-2002: Kati Roloff (Luego de Blutengel, estuvo en Tristesse de la Lune con Gini pero dejó el grupo a principios del 2007)
- 2001-2002: Gini Martin (hoy en día en Tristesse de la Lune)
- 2002-2005: Eva Pölzing
- 2001-2009: Sonja Semmler (Performance)
- 2002-2010: Constance Rudert
- -2012: Anja Milow - Voz femenina, Escenario
- -2012: Jenny Hauffe (Performance)

## Discografía

### Álbumes[1]
- 1999: Child of Glass
- 2001: Seelenschmerz
- 2002: Angel Dust
- 2004: Demon Kiss
- 2005: The Oxidising Angel
- 2007: Labyrinth
- 2009: Schwarzes Eis
- 2011: Tränenherz
- 2011: NachtBringer
- 2013:  Monument
- 2014: Black Symphonies - an orchesttal journey
- 2015: Omen/Save Us
- 2017: Leitbild
- 2017: Black
- 2018: Surrender to the Darkness
- 2018: Vampire
- 2019: Un:Gott
- 2019: Damokles

También están las ediciones limitadas de Seelenschmerz, Angel Dust, Demon Kiss, The Oxidising Angel, Labyrinth,
Tränenherz, NachBringer, Monument y Omen.

### DVD
- 2005: Live Lines
- 2008: Moments of our LIVEs
- 2009: Live in Berlin
- 2013: Once in a Lifetime Live in Berlin
- 2017: A Special Night Out
- 2018: Live Im Wasserschloss Klaffenbach

### Singles & EP
- 2001: Bloody Pleasures
- 2001: Black Roses
- 2002: Vampire Romance - Part I
- 2003: Forever
- 2004: Mein Babylon (Stendal Blast & Blutengel)
- 2004: No Eternity
- 2005: The Oxidising Angel (EP)
- 2006: My Saviour
- 2007: Lucifer (Blaze)
- 2007: Lucifer (Purgatory)
- 2008: Winter of my Life
- 2008: Dancing in the Light (Solitary)
- 2008: Dancing in the Light (Forsaken)
- 2009: Soultaker  (EP)
- 2010: Promised Land
- 2011: Reich mir die Hand
- 2011: Über Den Horizont
- 2012: Save Our souls
- 2013: You Walk Away
- 2013: Kinder Dieser Stadt
- 2014: Krieger
- 2014: Asche zu Asche
- 2015: Sing
- 2015: In Alle Ewigkeit (EP)
- 2016: Complete
- 2017: Lebe Deine Traum
- 2017: Black (EP)
- 2018: Surrender To The Darkness
- 2018: Vampire

### Tracks exclusivos junto a Compilados
Awake the Machines Vol. 2 – Love

Machineries of Joy – Fairyland (Female Version)

Machineries of Joy Vol. 3 – Falling

Awake the Machines Vol. 5 – Go to Hell? (Forever Lost Remix)

Machinaries of Joy Vol. 5 - A Place Called Home 

Advanced Electronics – Black Roses (Remix)

Fear Section Vol. 1 – Weg zu mir (Shicksals-Version 2002)

Sonic Seducer M'Era Luna Sampler 2003 – Black Wedding (Exclusive Remix by ASP)

Sonic Seducer – Cold Hands Vol. 24 – Iron Heart (Plastic Noise Experience Remix)

ZilloScope 3/2004 – Love Killer (Zillo Version)

Mystic Sounds Volume 10 – I'm Dying Alone